# Hilal Anay
Hilal Anay (* 1999 oder 2000 in Istanbul) ist eine türkische Schauspielerin.

## Leben und Karriere
Anay besuchte das Toros Meslek Lisesi. Später setzte sie ihr Studium an der Akdeniz-Universität fort. Ihr Debüt gab sie 2019 in dem Film Marid. Bekanntheit erlangte sie besonders durch ihre Rollen in Serien wie Esaret als Meryem, Yemin als Gülsüm, und Teşkilat. 2024 bekam Anay in dem Film Sahsi Meselemiz Merkez Üssü Hatay eine Hauptrolle.

## Filmografie
Filme
- 2019: Marid
- 2020: Geçerken Uğradım
- 2022: Komutan
- 2024: Sahsi Meselemiz Merkez Üssü Hatay

Serien
- 2020: Yemin
- 2021: Teşkilat
- 2022–2023: Esaret
- 2021: Kırmızı Oda
- 2022: The Life and Movies of Erşan Kuneri